# Sumner (Illinois)
Sumner is een plaats (city) in de Amerikaanse staat Illinois, en valt bestuurlijk gezien onder Lawrence County.

## Demografie
Bij de volkstelling in 2000 werd het aantal inwoners vastgesteld op 1022. In 2006 is het aantal inwoners door het United States Census Bureau geschat op 1818, een stijging van 796 (77,9%).

## Geografie
Volgens het United States Census Bureau beslaat de plaats een oppervlakte van 2,7 km², geheel bestaande uit land. Sumner ligt op ongeveer 136 m boven zeeniveau.

## Plaatsen in de nabije omgeving
De onderstaande figuur toont nabijgelegen plaatsen in een straal van 20 km rond Sumner.